# Fenylalanin
Fenylalanin, eller phenylalanin, (også Phe eller F) er en aminosyre.
Fenylalanin findes i to former: D- og L- formen. L-Fenylalanin (LPA, C9H11NO2) er et pH-neutralt byggeelement, der indgår i forskellige proteiner. Dens spejlbillede, D-fenylalanin (DPA), kan fremstilles kunstigt.
L-fenylalanin bruges i menneskets krop, hvor den er én af de essentielle aminosyrer. L-fenylalanin kan omdannes til tyrosin, som på sin side kan omdannes videre til L-dopa (levodopa), noradrenalin og adrenalin. D-fenylalanin kan kun omdannes til fenyletylamin.
Den kunstigt fremstillede blanding af D- og L-formerne DL-fenylalanin (DLPA), bruges som kosttilskud
Sammen med asparaginsyre er fenylalanin en ingrediens i det kunstige sødemiddel Aspartam. 

## Fenylketonuri
En arveligt betinget stofskifteforstyrrelse gør, at  nogle mennesker ikke kan nedbryde fenylalanin fuldstændigt.  Sygdommen kaldes fenylketonuri (PKU), tidligere kaldet Føllings syge, opkaldt efter den norske læge Ivar Asbjørn Følling, og den medfører, at patienterne ikke kan tåle stoffer med fenylalaninindhold. Derfor tåler de heller ikke Aspartam. Hvis de ikke undgår indtagelse af fenylalanin fra fødslen opstår irreversibel hjerneskade.

## Cystisk fibrose
En deletion af fenylalanin på plads nr 508 af proteinet CFTR (cystic fibrosis transmembrane conductance regulator) er den mest almindelige årsag til den arvelige sygdom cystisk fibrose.